# SpaceX CRS-18
SpaceX CRS-18 (alternativně SpX-18, nebo jednoduše CRS-18) je osmnáctá a zároveň třetí z pěti misí, které byly objednány jako druhé prodloužení původního kontraktu Commercial Resupply Services uzavřeného mezi společností SpaceX a NASA na zásobovací mise kosmické lodi Dragon k Mezinárodní vesmírné stanici (ISS). Celkově šlo o dvacátý let Dragonu do vesmíru (pokud počítáme i demo lety C1 a C2+). Bylo to poprvé, kdy byla použita již dvakrát letěná kosmická loď Dragon, konkrétně byla použita loď C108, která letěla už při misích CRS-6 a CRS-13. Statický zážeh před startem proběhl 19. července 2019 21:59 UTC.
Malá část tepelného štítu lodi byla nahrazena materiálem, který by jako tepelný štít mohla používat vyvíjená loď Starship.

## Náklad

### Náklad při startu
V nehermetizované části byl dokovací adaptér IDA-3, který bude připojen na adaptér PMA-3. Společně s adaptérem IDA-2 bude umožňovat dokování lodí Dragon 2 a Starliner. IDA-3 byl vyroben jako náhrada za adaptér IDA-1, který byl zničen při startu mise CRS-7. Společně s IDA-3 byl v nehermetizovaném prostoru umístěn ještě 3U cubesat RFTSat-1.
| Celkový náklad                 | 2312 kg |
| ------------------------------ | ------- |
| Celkový hermetizovaný náklad   | 1778 kg |
| Vědecké experimenty            | 1192 kg |
| Zásoby pro posádku             | 233 kg  |
| Hardware pro stanici           | 157 kg  |
| Počítačové vybavení            | 17 kg   |
| Vybavení pro EVA               | 179 kg  |
| Celkový nehermetizovaný náklad | 534 kg  |
| IDA-3                          | 526 kg  |
| RFTSat-1                       | 8 kg    |

## Vývoj data startu
| Datum             | Poznámka                          |
| ----------------- | --------------------------------- |
| prosinec 2018     | platné k říjnu 2017               |
| 7. května 2019    |                                   |
| 8. července 2019  |                                   |
| 22. července 2019 | platné ke 14. červenci 2019       |
| 25. července 2019 | odloženo z důvodu špatného počasí |
| 26. července 2019 | úspěšný start                     |

## Nosič
Loď vynesla raketa Falcon 9, konkrétně první stupeň B1056, pro který to byl druhý start. Poprvé letěl na misi CRS-17 a plánuje se jeho použití i na misi CRS-19. Stupeň při této misi přistál na pevninské ploše LZ-1.
Druhý stupeň rakety měl šedý pruh. Jednalo se o test tepelné izolace, která by při delších misích druhého stupně měla zabránit nežádoucímu podchlazení paliva mezi jednotlivými zážehy.